# Петр Прайслер
Петр Прайслер (чеськ. Petr Prajsler, нар. 21 вересня 1965, Градець-Кралове) — колишній чехословацький хокеїст, що грав на позиції захисника.

## Ігрова кар'єра
Професійну хокейну кар'єру розпочав 1984 року.
1985 року був обраний на драфті НХЛ під 93-м загальним номером командою «Лос-Анджелес Кінгс». 
Протягом професійної клубної ігрової кар'єри, що тривала 11 років, захищав кольори команд «Тесла» (Пардубице), «Лос-Анджелес Кінгс» та «Бостон Брюїнс».

## Нагороди та досягнення
- Срібний призер молодіжного чемпіонату світу 1985.
- Чемпіон Чехословаччини в складі «Тесла» (Пардубице) — 1987.